# Caloplaca magni-filii
Caloplaca magni-filii är en lavart som beskrevs av Poelt. Caloplaca magni-filii ingår i släktet orangelavar och familjen Teloschistaceae.  Arten är reproducerande i Sverige. Inga underarter finns listade i Catalogue of Life.